# Jean Mulot
Jean Mulot (1568 en Auvergne - 2 décembre 1653 à Paris) fut Chanoine de la Sainte-Chapelle Royale du Palais, docteur et Doyen de la Faculté de théologie catholique de Paris, conseiller et aumônier ordinaire du Cardinal de Richelieu et du Roi Louis XIII ,,,,,,,,,.

## Biographie
Jean Mulot ou Mullot est abbé séculier et Chanoine de la Sainte-Chapelle Royale du Palais, lecteur et professeur de la Faculté de théologie catholique de Paris du Collège de Sorbonne lorsqu'il rencontre Armand Jean du Plessis de Richelieu quand celui-ci est encore étudiant de 1605 à 1607, il est d'abord son précepteur, puis devient son ami et serviteur,,,,,,,,.
Lorsque Richelieu est banni par Louis XIII en avril 1618 à Avignon, Jean Mulot vend tout ce qu'il a, réunit quatre mille écus et le porte à son ami qui en a grand besoin,,.
À son retour à Paris en 1624, le Cardinal de Richelieu en fait son conseiller et aumônier, même si ce dernier titre l'agace, il est très proche du Cardinal lequel s'amuse de son gout de la bonne chère et de l'attachement qu'il y porte, malgré ses moqueries le Cardinal lui accorde sa plus grande confiance ,,,,,.
En 1641, il est Docteur et Doyen de la Faculté de théologie catholique de Paris.
Peu de temps après le décès du Cardinal de Richelieu en 1642, il cède sa prébende de la Sainte-Chapelle Royale du Palais au galant de sa servante un homme nommé Du Burc, parent de Desrain trésorier du Cardinal,. 
Le 2 janvier 1644 sur demande du roi et avec l'appui des jésuites du collège de la sorbonne, il présente à l’assemblée de la Faculté la bulle pontificale In eminenti émise le 6 mars 1642 par le pape Urbain VIII qui condamne l'Augustinus texte fondateur du jansénisme ceci afin de soumettre à la censure de la sorbonne cet ouvrage.
En 1651, en tant que Doyen de la Faculté de théologie catholique de Paris, il s'oppose, sans succès, avec l'aide du Doyen Guy Patin et de docteurs de la Faculté de médecine de Paris, à l’élection de François de Moustier, principal du collège des Grassins, comme procureur fiscal de l'Ancienne université de Paris,.
Il meurt âgé de 85 ans le 2 décembre 1653 à Paris d’une inflammation des poumons.